# Peter Wolf (Politiker, 1939)
Peter Wolf (* 16. April 1939 in Berlin) ist ein deutscher Politiker (SPD).
Peter Wolf machte 1957 die Mittlere Reife und besuchte anschließend die Bergingenieurschule Zwickau und machte 1961 seinen Abschluss als Bergmaschineningenieur. Er studierte an der Ingenieurschule für Bauwesen Berlin und an der Technischen Hochschule Magdeburg und wurde Fachingenieur für Arbeitsschutz und Brandschutz. Von 1961 bis 1965 arbeitete Wolf als Gebietsingenieur in der Erdölerkundung. 1965 bis 1975 war er Leiter für Baugrundbohrungen. Von 1975 bis 1990 arbeitete Wolf als Sicherheitsingenieur für Arbeitssicherheit und Brandschutz bei der Berliner Bär-Bausanierung GmbH.
Im Zuge der Wende in der DDR trat Wolf 1989 der Sozialdemokratischen Partei in der DDR (SDP) bei. Bei der ersten freien Ost-Berliner Wahl im Mai 1990 wurde er in die Berliner Stadtverordnetenversammlung gewählt. Auch bei der nun gemeinsamen Wahl im Dezember 1990 konnte er das Direktmandat im Wahlkreis 2 im Bezirk Köpenick gewinnen. Wolf wurde stellvertretender Fraktionsvorsitzender und schied 1995 aus dem Parlament aus.
Nach seinem Ruhestand war Wolf ab 2009 ehrenamtlich  Schiedsmann in Berlin-Köpenick.